# 유인쿠리어파
유인쿠리어파(영어: Yuin–Kuric languages)는 오스트레일리아 동남부의 원주민 언어들이 이루는 어군이다. 파마늉아어족에 속한다.
일반적으로 유인어군, 쿠리어군, 요라어군으로 나뉘지만 정확한 분류에 대해서는 학자마다 의견이 다르다. 시드니와 캔버라의 원래 주민들이 사용했던 언어들이 유인쿠리어파에 속한다. 유인쿠리어파 언어들은 대부분 사멸했다.

## 언어
유인쿠리어파에 속하는 언어들을 동남쪽으로부터 서북쪽으로 나열하면 다음과 같다.

### 유인어군
- 타라왈어: 사멸.[3] 뉴사우스웨일스주 남해안에서 사용되었음
- 냐무지어: 캔버라 주변에서 사용
- 응아리고어: 응아리고족이 사용
- 응운나왈어: 응운나왈족과 간당가라족이 사용.

### 요라어군
- 다룩어: 또는 시드니어. 사멸.[3]
- 다르키늉어: 사멸.

### 쿠리어군
- 워리미어
- 아와바칼어